# Willie Dennis
Willie Dennis (* 10. Januar 1926 in Philadelphia als William De Berardinis; † 8. Juli 1965 in New York) war ein US-amerikanischer Jazz-Posaunist. Seine unorthodoxe, melodisch komplizierte Spielweise verschuf ihm eine bedeutende Rolle in den verschiedenen Charles-Mingus-Bands.

## Leben und Wirken
Willie Dennis war Autodidakt. Er gehörte zu den Kreisen um Lennie Tristano. Dennis spielte in mehreren Big Bands, z. B. bei Elliot Lawrence, Claude Thornhill, Benny Goodman und Woody Herman. Mit der Goodman Band tourte er 1948 durch Europa und arbeitete 1949 mit Buddy Rich. Seit 1953 arbeitete er immer wieder mit Charles Mingus und dem Jazz Composers Workshop; so kam die Platte Four Trombones auf dem Debut-Label von Mingus und Max Roach zustande, an der auch die Posaunisten J. J. Johnson, Kai Winding und Bennie Green mitwirkten. Mit Mingus spielte er auch die Platten Blues and Roots (1959) und Mingus Ah Um ein. Er wirkte auch bei dessen Town Hall Concert (1962) mit. Mit Goodman war er 1958 auf der Weltausstellung in Brüssel und 1962 in der Sowjetunion auf Tournee. Anfang der 60er gehörte er der Gerry Mulligan Concert Jazz Band an.

## Diskographische Hinweise
- Charles Mingus: Debut Rarities, Vol. 1 (Debut, 1953–57) (wieder veröffentlicht in The Complete Debut Recordings 1951-1958, OJC)
- J. J. Johnson: Four Trombones - The Debut Recordings (Prestige, 1953)
- Woody Herman: Herman’s Heat & Puente’s Beat (Evidence, 1958)
- Quincy Jones: Big Band Boss Nova (Verve, 62)
- Gerry Mulligan: Verve Jazz Masters 36 (Verve 1960–62)
- Oliver Nelson: Verve Jazz Masters 48 (Verve 1962–67)
- Anita O’Day: Verve Jazz Masters 49 (Verve 1954–62)
- Phil Woods: Rights of Swing (Candid, 1961)